# Hub (Pakistan)
Hub (Urdu حب بلوچستان), auch Hub Chowki, ist eine Stadt im Distrikts Lasbela in der Provinz Belutschistan in Pakistan. Sie ist die viertgrößte Stadt in Belutschistan nach Quetta, Turbat und Khuzdar.

## Bevölkerungsentwicklung
Die Einwohnerzahl ist insbesondere seit der Wende zum 21. Jahrhundert enorm gestiegen:
| Zensusjahr | Einwohnerzahl |
| ---------- | ------------- |
| 1981       | 004.249       |
| 1998       | 062.763       |
| 2017       | 175.376       |

## Wirtschafte
Hub ist eines der wichtigsten Industriezentren Belutschistans und wird aufgrund seiner Nähe zu Karatschi zu einer Pendlerstadt in der Metropolregion Karatschi. In der Stadt befinden sich mehrere Elektrizitätswerke und eine Ölraffinerie.